# Station Rose Hill
Rose Hill (ook aangeduid als Rose Hill Marple) is een spoorwegstation van National Rail in Stockport in Engeland. Het station is eigendom van Network Rail en wordt beheerd door Northern Rail. 